# Croce d'armata del 1813/1814
La croce d'armata del 1813/1814 (detta anche croce dei cannoni) fu una medaglia di benemerenza dell'Impero austriaco.

## Storia
La decorazione venne concessa dall'imperatore Francesco I a quanti avessero partecipato alle guerre di liberazione dal regime di Napoleone dal 1813 al 1814.

## Insegna

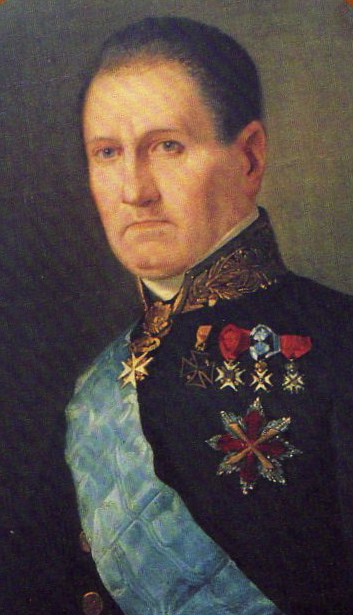
Il conte di Bombelles indossa la croce d'armata del 1813/1814 (la prima appuntata al petto a sinistra)

La decorazione consisteva in una croce patente circondata da una corona d'alloro, realizzata con il bronzo dei cannoni presi al nemico. Sulle braccia della croce si potevano leggere le parole GRATI PRINCEPS ET PATRIA FRANC · IMP · August · (Il principe e la patria in gratitudine, Francesco Imperatore Augusto). Sul retro era visibile la scritta EUROPAE LIBERTATE ASSERTA MDCCCXIII/MDCCCXIV · (Libertà garantita all'Europa 1813/1814).
La medaglia veniva portata appesa sulla parte sinistra del petto dell'insignito, sostenuta da un nastro giallo con una fascia nera per parte.
Il feldmaresciallo Karl Philipp Schwarzenberg, come comandante in capo delle truppe alleate contro Napoleone, ebbe questa onorificenza il 18 ottobre 1814 in una speciale versione in oro per lui appositamente realizzata.
La croce, conferita tra il 1813 ed il 1814, venne conferita in tutto in circa 100.000 esemplari.